# Ralston (Nebraska)
Ralston é uma cidade localizada no estado americano de Nebraska, no Condado de Douglas.

## Demografia
Segundo o censo americano de 2000, a sua população era de 6314 habitantes.
Em 2006, foi estimada uma população de 6163, um decréscimo de 151 (-2.4%).

## Geografia
De acordo com o United States Census Bureau, a localidade tem uma área de 4,4 km², sem área coberta por água. Ralston localiza-se a aproximadamente 349 m acima do nível do mar.

## Localidades na vizinhança
O diagrama seguinte representa as localidades num raio de 12 km ao redor de Ralston.